# Gouy-les-Groseillers
Pour les articles homonymes, voir Gouy.
Gouy-les-Groseillers est une commune française située dans le département de l'Oise en région Hauts-de-France. Ses habitants sont appelés les Gouyens et les Gouyennes.

## Géographie

### Localisation
Gouy-les-Groseillers est un petit village rural picard de l'Oise dont le territoire, à-peu-près triangulaire est limitrophe du département de la Somme. Il est situé à 23 km au sud d'Amiens et 32 km au nord de Beauvais.
L'autoroute A16 limite le territoire communal à l'est, mais l'accès le plus proche est la sortie de Bosquel.

### Communes limitrophes
Les communes limitrophes sont  Bonneuil-les-Eaux, Croissy-sur-Celle, Fransures et Rogy.

### Hydrographie
La commune est située dans le bassin Artois-Picardie. Elle n'est drainée par aucun cours d'eau.

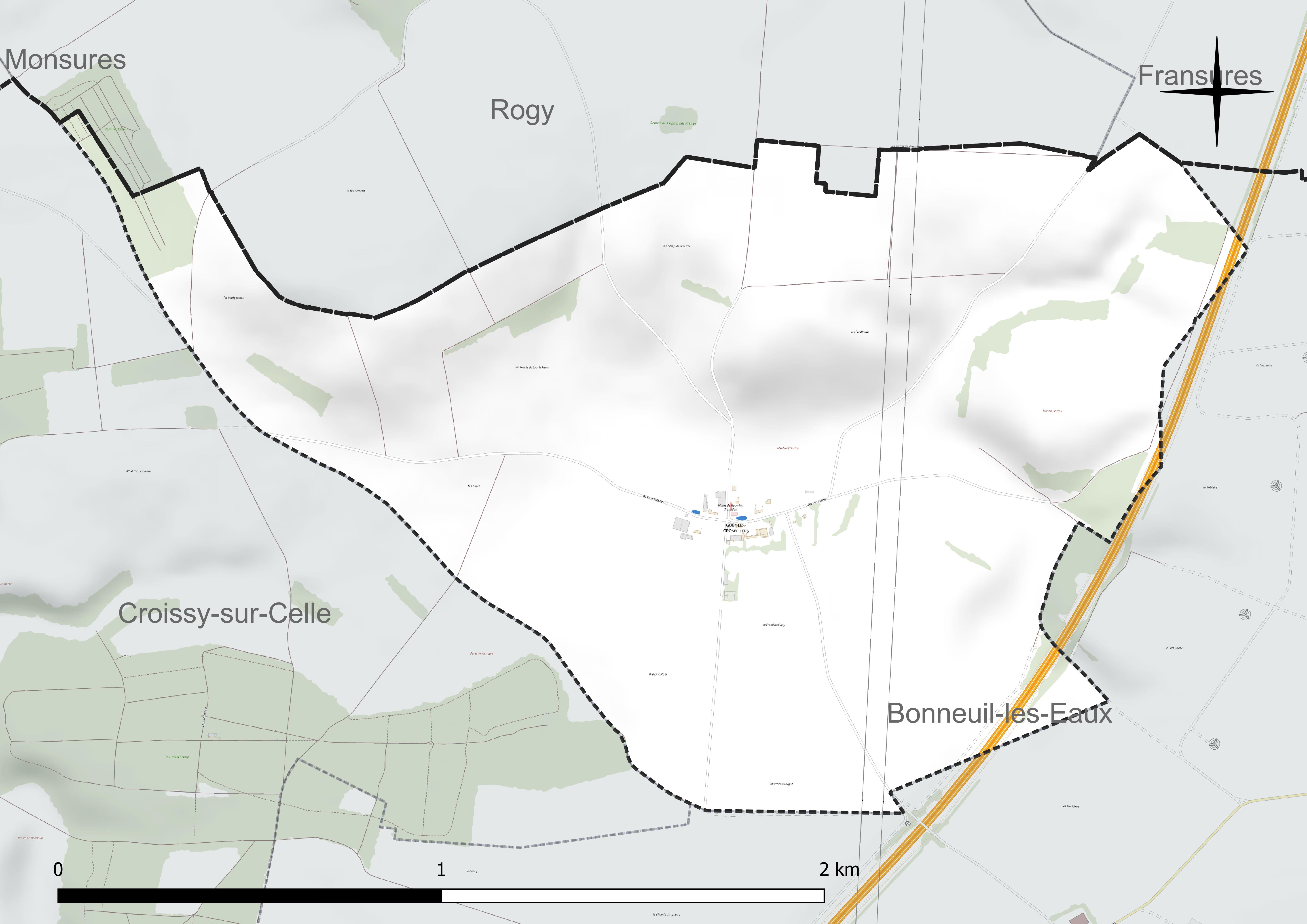
Réseau hydrographique de Gouy-les-Groseillers.

### Climat
Pour des articles plus généraux, voir Climat des Hauts-de-France et Climat de l'Oise.
En 2010, le climat de la commune est de type climat océanique dégradé des plaines du Centre et du Nord, selon une étude du CNRS s'appuyant sur une série de données couvrant la période 1971-2000. En 2020, Météo-France publie une typologie des climats de la France métropolitaine dans laquelle la commune est exposée à un climat océanique et est dans la région climatique  Nord-est du bassin Parisien, caractérisée par un ensoleillement médiocre, une pluviométrie moyenne régulièrement répartie au cours de l'année et un hiver froid (3 °C). 
Pour la période 1971-2000, la température annuelle moyenne est de 10,3 °C, avec une amplitude thermique annuelle de 14,1 °C. Le cumul annuel moyen de précipitations est de 724 mm, avec 12,2 jours de précipitations en janvier et 8,2 jours en juillet. Pour la période 1991-2020, la température moyenne annuelle observée sur la station météorologique la plus proche, située sur la commune de Rouvroy-les-Merles à 11 km à vol d'oiseau, est de 10,7 °C et le cumul annuel moyen de précipitations est de 647,9 mm,. Pour l'avenir, les paramètres climatiques de la commune estimés pour 2050 selon différents scénarios d'émission de gaz à effet de serre sont consultables sur un site dédié publié par Météo-France en novembre 2022.

## Urbanisme

### Typologie
Au 1er janvier 2024, Gouy-les-Groseillers est catégorisée commune rurale à habitat très dispersé, selon la nouvelle grille communale de densité à sept niveaux définie par l'Insee en 2022.
Elle est située hors unité urbaine. Par ailleurs la commune fait partie de l'aire d'attraction d'Amiens, dont elle est une commune de la couronne,. Cette aire, qui regroupe 369 communes, est catégorisée dans les aires de 200 000 à moins de 700 000 habitants,.

### Occupation des sols
L'occupation des sols de la commune, telle qu'elle ressort de la base de données européenne d'occupation biophysique des sols Corine Land Cover (CLC), est marquée par l'importance des territoires agricoles (100 % en 2018), une proportion identique à celle de 1990 (100 %). La répartition détaillée en 2018 est la suivante : 
terres arables (100 %). L'évolution de l'occupation des sols de la commune et de ses infrastructures peut être observée sur les différentes représentations cartographiques du territoire : la carte de Cassini (XVIIIe siècle), la carte d'état-major (1820-1866) et les cartes ou photos aériennes de l'IGN pour la période actuelle (1950 à aujourd'hui).

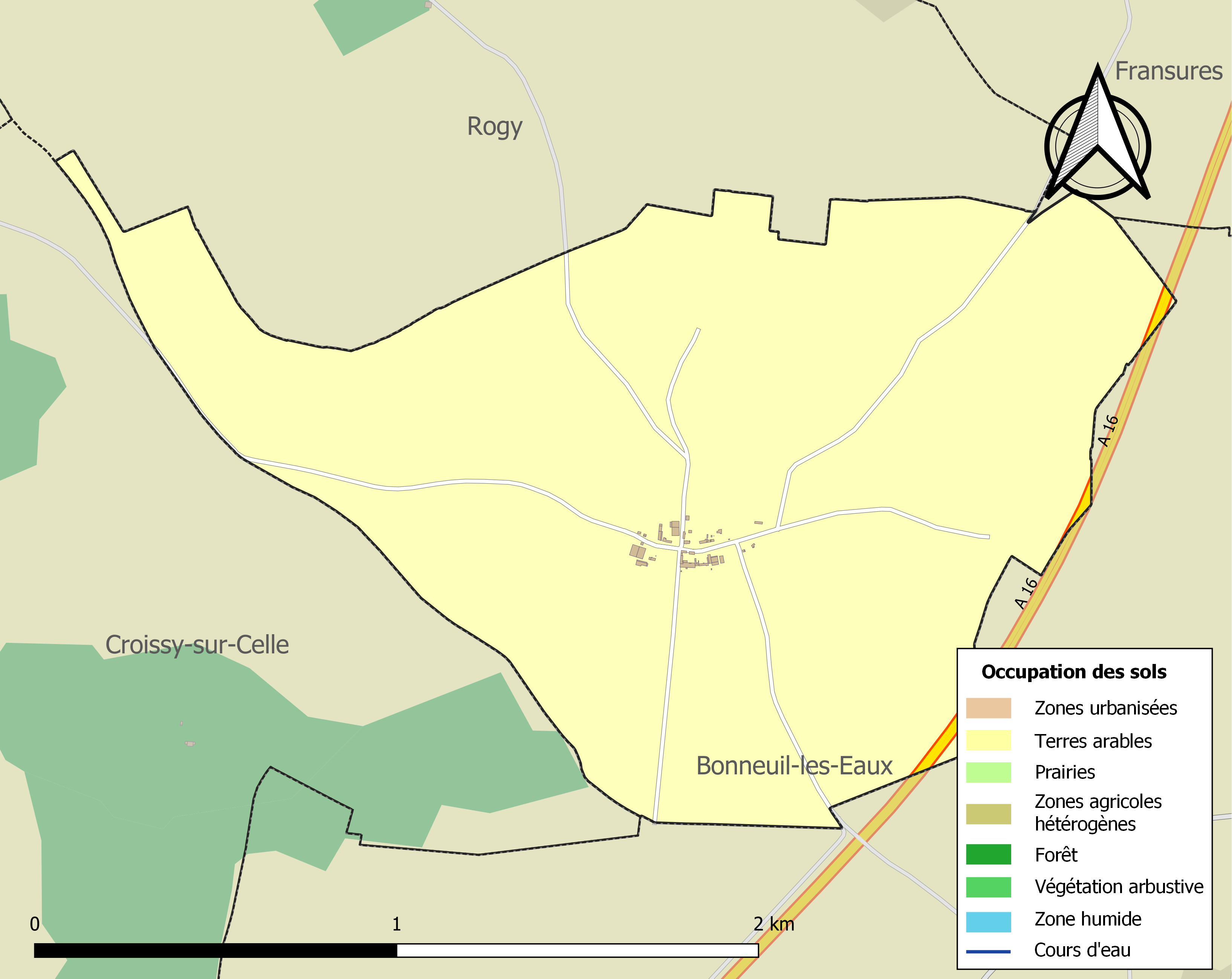
Carte des infrastructures et de l'occupation des sols de la commune en 2018 (CLC).

### Habitat et logement
En 2018, le nombre total de logements dans la commune était de 9, alors qu'il était de 10 en 2013 et de 12 en 2008.
Parmi ces logements, 89 % étaient des résidences principales, 0 % des résidences secondaires et 11 % des logements vacants. Ces logements étaient pour 100 % d'entre eux des maisons individuelles et pour 0 % des appartements.
Le tableau ci-dessous présente la typologie des logements à Gouy-les-Groseillers en 2018 en comparaison avec celle de l'Oise et de la France entière. Une caractéristique marquante et de la France entière (9,7 %). Concernant le statut d'occupation de ces logements, 77,8 % des habitants de la commune sont propriétaires de leur logement (88,9 % en 2013), contre 61,4 % pour l'Oise et 57,5 % pour la France entière.
| Typologie                                               | Gouy-les-Groseillers | Oise | France entière |
| ------------------------------------------------------- | -------------------- | ---- | -------------- |
| Résidences principales (en %)                           | 89                   | 90,4 | 82,1           |
| Résidences secondaires et logements occasionnels (en %) | 0                    | 2,5  | 9,7            |
| Logements vacants (en %)                                | 11                   | 7,1  | 8,2            |

### Voies de communication et transports
En 2023, la commune n'est desservie par aucun service de transport en commun.

## Toponymie
Le nom de la localité est attesté sous les formes Gaudiacus en 1034 ; Goy (1164) ; Gouy-les-Gresellier (XVIe) ; Gaudiacum (vers 1260) ; major de Goy (1306) ; la ville de Gouy (1515) ; Gouy les groseilliers (XVIe) ; Gouy les groseillers (XVIe) ) ; Gouy les grosseliers (1667) ; Gouy les Groselier (XIXe).

Voir Gouy.
Vers 1202, Hugues de Wavignies , chevalier, légua à l'abbaye de Froidmont, le bois de Groselier pour être défriché.

Pour Gérard Louise, le déterminant groselliers pourrait s'apparenter au substantif grève, le « gravier ». En effet, les noms de groue, groie, grève, grésil, auxquels s'ajoutent les diminutifs groisillon, grésillon, désignent très souvent une terrain caillouteux et pauvre. L'ancien français groe est le synonyme de gravier ou de cailloux ; la groéle est une terre mêlée de pierres, peu fertile.

Le déterminant complémentaire « les Groseillers » pourrait venir du fait que les nombreuses parcelles agricoles, et qui ont disparu en partie lors du remembrement des années 1960-1970, étaient séparées entre elles par des groseillers dont les fruits alimentaient en partie les animaux des nombreuses fermes présentes sur le territoire de la commune.

## Histoire

### Antiquité
Une voie romaine reliant Beauvais à Amiens par Cormeilles, dite Chaussée Brunehaut, passait à Gouy-les-Groseillers. Des sarcophages antiques y ont été retrouvés.

### Moyen Âge
La seigneurie et le patronage de la cure sont donnés en 1042 par les comtes Thibaut et Étienne de Champagne au chapitre d'Amiens ; malgré son petit territoire, c'était l'une des plus riches du diocèse. Cependant l'abbaye de Saint-Fuscien percevait les dîmes.
Hugues de Wavignies, chevalier, légue vers 1202 à l'abbaye de Froidmont le bois de Groselier pour être défriché, ce que les moines exécutèrent en 1224 et 1246.

### Temps modernes
Un prieuré dépendant de l'abbaye Saint-Germer-de-Fly était mentionné en 1630.

### Révolution française et Empire
La commune, constituée lors de la Révolution française, est fugacement rattachée à Bonneuil-les-Eaux de 1825 à 1835, avant de recouvrer son autonomie,.

### Époque contemporaine
En 1930, le préfet décide de rouvrir l'école communale, fermée depuis un quart de siècle. Le journal Paris-Soir qui communique l'information mentionne que « le nombre des élèves ne doit pas être très élevé car Gouy-les-Groseillers est la plus petite école de tout le département. Elle compte 32 habitants et 12 électeurs ».

## Politique et administration

### Rattachements administratifs et électoraux
La commune se trouve dans l'arrondissement de Clermont du département de l'Oise. Pour l'élection des députés, elle fait partie de la première circonscription de l'Oise.
Elle faisait partie depuis 1793 du canton de Breteuil. Dans le cadre du redécoupage cantonal de 2014 en France, la commune rejoint le canton de Saint-Just-en-Chaussée.

### Intercommunalité
La commune faisait partie de la communauté de communes des Vallées de la Brèche et de la Noye créée fin 1992.
Dans le cadre des dispositions de la loi portant nouvelle organisation territoriale de la République (Loi NOTRe) du 7 août 2015, qui prévoit que les établissements publics de coopération intercommunale (EPCI) à fiscalité propre doivent avoir un minimum de 15 000 habitants, le préfet de l'Oise a publié en octobre 2015 un projet de nouveau schéma départemental de coopération intercommunale, qui prévoit la fusion de plusieurs intercommunalités, et notamment celle de Crèvecœur-le-Grand (CCC) et celle des Vallées de la Brèche et de la Noye (CCVBN), soit une intercommunalité de 61 communes pour une population totale de 27 196 habitants.
Après avis favorable de la majorité des conseils communautaires et municipaux concernés, cette intercommunalité dénommée communauté de communes de l'Oise Picarde et dont la commune est désormais membre, est créée au 1er janvier 2017.

### Politique locale
Le village est la commune de l'Oise qui a le plus voté pour Marine Le Pen  lors du second tour de l'élection présidentielle française de 2017, avec 80,95% des suffrages exprimés.
Lors du second tour de élection présidentielle française de 2022, Marine Le Pen a recueilli 9 voix (69,23 % des suffrages exprimés), devançant ainsi le candidat élu Emmanuel Macron, qui a recueilli 4 voix (30,77 %). Lors de ce scrutin, 39,13 % des électeurs se sont abstenus.

### Liste des maires
| Période                                  | Période                        | Identité          | Étiquette | Qualité                                                      |
| ---------------------------------------- | ------------------------------ | ----------------- | --------- | ------------------------------------------------------------ |
| Les données manquantes sont à compléter. |                                |                   |           |                                                              |
| mars 2001                                | 2014                           | Alain Bourguignon | DVD       | Agriculteur                                                  |
| 2014                                     | septembre 2022                 | Luc Ventre        |           | Directeur d'un cabinet de consulting parisien Démissionnaire |
| septembre 2022                           | En cours (au 16 décembre 2022) | Benoît Minard     |           | Apiculteur                                                   |

## Population et société

### Démographie

#### Évolution démographique
L'évolution du nombre d'habitants est connue à travers les recensements de la population effectués dans la commune depuis 1793. Pour les communes de moins de 10 000 habitants, une enquête de recensement portant sur toute la population est réalisée tous les cinq ans, les populations de référence des années intermédiaires étant quant à elles estimées par interpolation ou extrapolation. Pour la commune, le premier recensement exhaustif entrant dans le cadre du nouveau dispositif a été réalisé en 2006.

En 2022, la commune comptait 15 habitants, en évolution de −46,43 % par rapport à 2016 (Oise : +0,87 %, France hors Mayotte : +2,11 %).
| 1793 | 1800 | 1806 | 1821 | 1836 | 1841 | 1846 | 1851 | 1856 |
| ---- | ---- | ---- | ---- | ---- | ---- | ---- | ---- | ---- |
| 68   | 74   | 81   | 92   | 106  | 103  | 103  | 92   | 97   |

| 1861 | 1866 | 1872 | 1876 | 1881 | 1886 | 1891 | 1896 | 1901 |
| ---- | ---- | ---- | ---- | ---- | ---- | ---- | ---- | ---- |
| 107  | 89   | 84   | 70   | 47   | 47   | 48   | 38   | 34   |

| 1906 | 1911 | 1921 | 1926 | 1931 | 1936 | 1946 | 1954 | 1962 |
| ---- | ---- | ---- | ---- | ---- | ---- | ---- | ---- | ---- |
| 24   | 26   | 34   | 42   | 42   | 38   | 29   | 38   | 24   |

| 1968 | 1975 | 1982 | 1990 | 1999 | 2006 | 2011 | 2016 | 2021 |
| ---- | ---- | ---- | ---- | ---- | ---- | ---- | ---- | ---- |
| 21   | 17   | 11   | 10   | 18   | 34   | 32   | 28   | 16   |

| 2022 | - | - | - | - | - | - | - | - |
| ---- | - | - | - | - | - | - | - | - |
| 15   | - | - | - | - | - | - | - | - |

La commune, avec ses 16 habitants en 2022, est considérée comme la moins peuplée du département de l'Oise.

#### Pyramide des âges
La population de la commune est relativement jeune.
En 2018, le taux de personnes d'un âge inférieur à 30 ans s'élève à 46,9 %, soit au-dessus de la moyenne départementale (37,3 %). À l'inverse, le taux de personnes d'âge supérieur à 60 ans est de 20,8 % la même année, alors qu'il est de 22,8 % au niveau départemental.
En 2018, la commune comptait 13 hommes pour 13 femmes, soit un taux de 50 % de femmes, légèrement inférieur au taux départemental (51,11 %).
Les pyramides des âges de la commune et du département s'établissent comme suit.
| Hommes | Classe d’âge | Femmes |
| ------ | ------------ | ------ |
| 0,0    | 90 ou +      | 0,0    |
| 0,0    | 75-89 ans    | 6,9    |
| 14,0   | 60-74 ans    | 20,6   |
| 14,0   | 45-59 ans    | 28,2   |
| 14,7   | 30-44 ans    | 7,6    |
| 20,9   | 15-29 ans    | 29,0   |
| 36,4   | 0-14 ans     | 7,6    |

| Hommes | Classe d’âge | Femmes |
| ------ | ------------ | ------ |
| 0,5    | 90 ou +      | 1,4    |
| 5,5    | 75-89 ans    | 7,6    |
| 15,6   | 60-74 ans    | 16,3   |
| 20,8   | 45-59 ans    | 20     |
| 19,4   | 30-44 ans    | 19,4   |
| 17,6   | 15-29 ans    | 16,2   |
| 20,6   | 0-14 ans     | 19,1   |

## Culture locale et patrimoine

### Lieux et monuments
- Église Saint-Léger, en pierre crayeuse, constituée d'une courte nef du XVIIe siècle séparée du chœur du XVIe siècle par un cintre brisé. L'église se termine par une abside à trois pans.
Les fonts baptismaux, en pierre décorée d'une manière fruste de « godons » (cornets) et de doubles colonnettes aux angles, datant du XIIIe siècle, sont classés monument historique[35],[36].

## Pour approfondir